# Un sogno a costo zero
Un sogno a costo zero è un singolo della cantautrice italiana Emma, pubblicato il 28 luglio 2010 come secondo estratto dall'EP Oltre.

## Descrizione
Scritto e composto da Federica Camba e Daniele Coro e prodotto da Pino Perris, Un sogno a costo zero è stato presentato dalla cantante ai Venice Music Awards

## Video musicale
Il video, per la regia di Saku, reso disponibile in anteprima dal 27 luglio 2010 per gli iscritti alla newsletter, con rimando al canale YouTube ufficiale della Universal, è stato pubblicato universalmente ai non iscritti alla newsletter dal 2 agosto seguente. Il video è stato girato a Guidonia.

## Tracce
Testi e musiche di Federica Camba e Daniele Coro.
1. Un sogno a costo zero – 3:12